# كل شيء عن إيف
كل شيء عن إيف (All About Eve) فيلم أمريكي إنتاج سنة 1950 من بطولة بيت دافيس بدور مارجو شانينج، إضافة للنجمة مارلين مونرو

## وصلات خارجية
- كل شيء عن إيف على موقع IMDb (الإنجليزية)
- كل شيء عن إيف على موقع ميتاكريتيك (الإنجليزية)
- كل شيء عن إيف على موقع الموسوعة البريطانية (الإنجليزية)
- كل شيء عن إيف على موقع روتن توميتوز (الإنجليزية)
- كل شيء عن إيف على موقع نتفليكس (الإنجليزية)
- كل شيء عن إيف على موقع ألو سيني (الفرنسية)
- كل شيء عن إيف على موقع Turner Classic Movies (الإنجليزية)
- كل شيء عن إيف على موقع أول موفي (الإنجليزية)
- كل شيء عن إيف على موقع بوكس أوفيس موجو (الإنجليزية)
- كل شيء عن إيف على موقع فيلمافينيتي (الإسبانية)

1. 1 2  وصلة مرجع: http://www.imdb.com/title/tt0042192/. الوصول: 8 يوليو 2016.
2. 1 2  وصلة مرجع: http://www.filmaffinity.com/en/film412657.html. الوصول: 8 يوليو 2016.
3. 1 2 3 4 5 6  وصلة مرجع: https://www.oscars.org/oscars/ceremonies/1951.
4. ↑  وصلة مرجع: http://bbfc.co.uk/releases/all-about-eve-film-0. الوصول: 8 يوليو 2016.
5. ↑  مذكور في: قاعدة بيانات الأفلام التشيكية السلوفاكية. لغة العمل أو لغة الاسم: التشيكية. تاريخ النشر: 2001.
6. ↑  "الأرقام" (بالإنجليزية). Retrieved 2022-06-16.
7. ↑  "بوكس أوفيس موجو" (بالإنجليزية). Retrieved 2022-06-16.
8. ↑  "الأرقام" (بالإنجليزية). Retrieved 2022-06-16.